# 2791 Парадіз
2791 Парадіз (2791 Paradise) — астероїд головного поясу, відкритий 13 лютого 1977 року.
Тіссеранів параметр щодо Юпітера — 3,317.